# Mont Clairvaux
Pour les articles homonymes, voir Clairvaux (homonymie).
Le mont Clairvaux est un sommet des Rocheuses canadiennes situé sur la frontière entre l'Alberta et la Colombie-Britannique.
Le nom est issu du français « claires vallées »,.